# Belmonte Piceno
Belmonte Piceno é uma comuna italiana da região dos Marche, província de Fermo, com cerca de 675 habitantes. Estende-se por uma área de 10 km², tendo uma densidade populacional de 68 hab/km². Faz fronteira com Falerone, Fermo, Grottazzolina, Monsampietro Morico, Montegiorgio, Monteleone di Fermo, Montottone, Servigliano.

## Demografia
| Variação demográfica do município entre 1861 e 2011                               |
|                                                                                   |
| Fonte: Istituto Nazionale di Statistica (ISTAT) - Elaboração gráfica da Wikipedia |